# Rhamphorhynchus (paleontologia)
Rhamphorhynchus (il cui nome dal greco antico significa "muso a becco") è un genere estinto di pterosauri rhamphorhynchidi vissuto nel Giurassico superiore, circa 150.8–148.5 milioni di anni fa (Titoniano). Meno specializzato dei contemporanei pterosauri pterodattiloidi dalla coda corta, come Pterodactylus, Rhamphorhynchus aveva una coda lunga, irrigidita da legamenti, che terminava con una caratteristica una flangia caudale composta da tessuti molli che, probabilmente, funzionava da timone. Le fauci dell'animale erano armate da denti aghiformi, inclinati in avanti, mentre il muso terminava in una punta ricurva, affilata, a forma di becco, priva di denti, che indica una dieta principalmente a base di pesce; infatti, resti di pesci e cefalopodi si trovano frequentemente nel contenuto addominale di Rhamphorhynchus, così come nei loro coproliti.
Resti fossili frammentari possibilmente appartenenti a Rhamphorhynchus sono stati ritrovati in Inghilterra, Tanzania e Spagna, ma gli esemplari meglio conservati provengono dai calcari di Solnhofen in Baviera, Germania. Molti di questi fossili conservano non solo le ossa ma anche impronte di tessuti molli, come le membrane delle ali e le flange caudali. Denti sparsi che si ritiene appartengano a Rhamphorhynchus sono stati trovati anche in Portogallo.

## Storia della scoperta

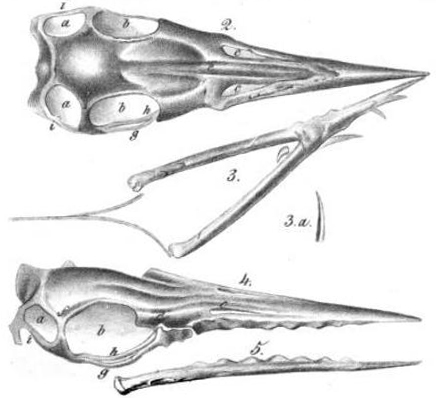
Cranio olotipo di R. muensteri, come illustrato nel 1851

La classificazione e la tassonomia di Rhamphorhynchus, come di molte specie di pterosauri conosciute fin dall'epoca vittoriana, è complessa, con una lunga storia di riclassificazione sotto una varietà di nomi, spesso per gli stessi esemplari.
Il primo esemplare nominato di Rhamphorhynchus fu portato all'attenzione di Samuel Thomas von Sömmerring dal collezionista Georg Graf zu Münster, nel 1825. Dopo averlo esaminato, Sömmerring concluse che si trattasse di un uccello estinto. Quando un'ulteriore preparazione dell'esemplare rivelò i denti dell'animale, Graf zu Münster inviò un calco al professor Georg August Goldfuss, che lo riconobbe come uno pterosauro. Come la maggior parte degli pterosauri descritti a metà del XIX secolo, Rhamphorhynchus venne originariamente considerato come una specie del genere Pterodactylus. Tuttavia, all'epoca, molti scienziati considerarono erroneamente Ornithocephalus come il nome valido per Pterodactylus, pertanto l'esemplare venne originariamente nominato Ornithocephalus Münsteri, nome menzionato per la prima volta nel 1830 dallo stesso Graf zu Münster. Tuttavia, la descrizione che rende valido il nome fu data da Goldfuss in un seguito del 1831 al breve articolo di Münster. Da allora, l'ICZN stabilì che i caratteri latini non standard, come ü, non sarebbero stati consentiti nei nomi scientifici, e l'ortografia münsteri venne modificata in muensteri da Richard Lydekker nel 1888.
Nel 1839, Münster descrisse un secondo esemplare che descrisse come appartenente al genere Ornithocephalus (cioè Pterodactylus), caratterizzato da una lunga coda. L'esemplare venne nominato Ornithocephalus longicaudus, il cui nome specifico significa "dalla lunga coda", per differenziarlo dagli esemplari con la coda corta, ossia i veri esemplari appartenenti a Pterodactylus.
Nel 1845, Hermann von Meyer modificò ufficialmente la specie originaria Ornithocephalus münsteri in Pterodactylus münsteri, poiché a quel punto il nome Pterodactylus era stato riconosciuto come prioritario su Ornithocephalus. In un successivo articolo del 1846 che descriveva una nuova specie di "pterodattilo" dalla coda lunga, von Meyer decise che le forme a coda lunga di Pterodactylus erano abbastanza diverse dalle forme a coda corta da giustificare il posizionamento in un sottogenere, e chiamò la sua nuova specie Pterodactylus (Rhamphorhynchus) gemmingi sulla base di un esemplare di proprietà del collezionista capitano Carl Eming von Gemming che in seguito fu venduto da von Gemming per trecento fiorini al Teylers Museum di Haarlem. Fu solo nel 1847 che von Meyer elevò Rhamphorhynchus a genere a pieno titolo, e vi incluse ufficialmente sia la specie di Pterodactylus dalla coda lunga conosciuta all'epoca, R. longicaudus (la specie originale che conserva una lunga coda) sia R.gemmingi. La specie tipo di Rhamphorhynchus divenne R. longicaudus; anche il suo esemplare tipo o olotipo fu venduto al Teylers Museum, dove risiede ancora oggi, catalogata come l'esemplare TM 6924.

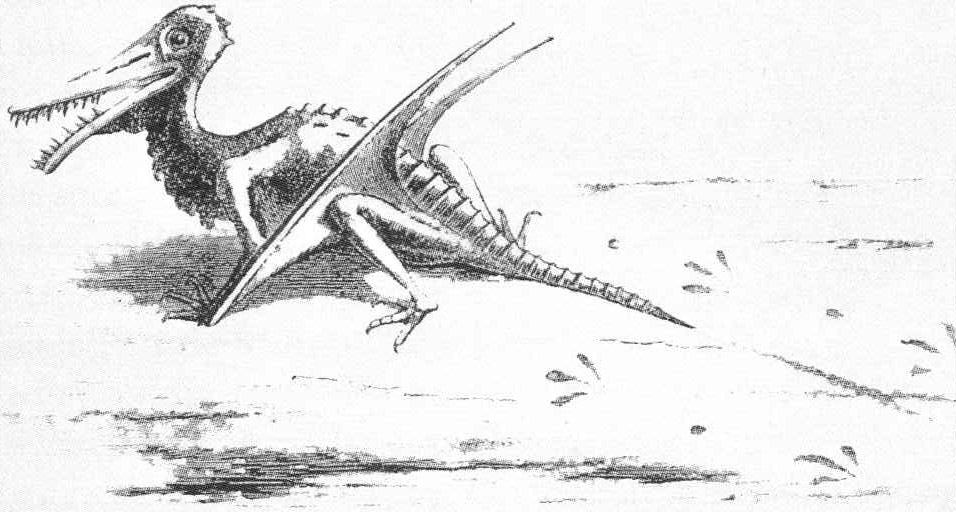
Una delle primissime ricostruzioni di Rhamphorhynchus, mostrato con tracce ora assegnate a Mesolimulus

La specie originale, Pterodactylus münsteri, rimase erroneamente classificata fino a quando Richard Owen pubblicò una sua rivalutazione in un libro del 1861, in cui la ribattezzò Rhamphorhynchus münsteri. L'esemplare tipo di R. muensteri, descritto da Münster e Goldfuss, andò perduto durante la Seconda Guerra Mondiale. Se disponibile, un nuovo esemplare, o neotipo, viene designato come esemplare tipo se l'originale viene perso o ritenuto troppo mal conservato. Peter Wellnhofer rifiutò di designare un neotipo nella sua revisione del genere del 1975, perché un certo numero di calchi di alta qualità dell'esemplare originale erano ancora disponibili nelle collezioni dei musei, servendo da plastotipi.
Negli anni '90 (e in seguito al consolidamento di Wellnhofer di molte specie precedentemente denominate), furono riconosciute almeno cinque specie di Rhamphorhynchus, la maggior parte provenienti dai calcari di Solnhofen in Germania, mentre altre furono nominate dall'Africa, dalla Spagna e dal Regno Unito sulla base di resti frammentari. Alcune delle specie di Solnhofen erano differenziate e nominate in base alle dimensioni relative e alle caratteristiche correlate alle dimensioni, come la lunghezza relativa del cranio.
Nel 1995, il ricercatore di pterosauri Chris Bennett pubblicò un'ampia revisione delle specie tedesche attualmente riconosciute. Bennett concluse che tutte le specie tedesche apparentemente distinte rappresentavano in realtà stadi di crescita diversi di un'unica specie, R. muensteri, rappresentando gruppi di età distinti, con le specie più piccole costituite da giovani e le specie più grandi da adulti. L'articolo di Bennett non copriva le specie britanniche o africane, sebbene suggerisse che queste dovessero essere considerate membri indeterminati della famiglia Rhamphorhynchidae e non necessariamente specie dello stesso genere Rhamphorhynchus. Nonostante la riduzione del genere ad un'unica specie, la specie tipo rimase R. longicaudus.
Nel 2015, una nuova specie di Rhamphorhynchus, R. etchesi, venne nominata sulla base di resti associati di un'ala sinistra e destra provenienti dal Kimmeridge Clay nel Regno Unito. Il nome specifico, etchesi, commemora lo scopritore, Steve Etches, un collezionista di fossili locale del Kimmeridge Clay. Questa specie si distingue dalle altre specie di Rhamphorhynchus per "l'esclusivo rapporto di lunghezza tra la falange alare 1 e la falange alare 2".

## Descrizione

Dimensioni di R. muensteri

Rhamphorhynchus aveva una tipica morfologia da pterosauro rhamphorhyncoide, con lunghe ali falciformi, testa munita di lunghi denti appuntiti ed una lunga coda che terminava in una flangia romboidale. Questa flangia è presente solo in alcuni esemplari rinvenuti nei giacimenti di Solnhofen, e mostra che la struttura era formata da tessuti molli con tendini molto rigidi. Questa flangia, con tutta probabilità, funzionava come un timone per l'animale quando era in volo. Sebbene non vi siano prove concrete, diversi studiosi pensano che questa struttura fosse fosse presente anche in altri pterosauri dalla lunga coda, come Dimorphodon, Scaphognathus e Dorygnathus. Le ali dell'animale erano lunghe e strette, confrontabili con quelle di diversi uccelli marini, indicando uno stile di vita simile.
Il più grande esemplare conosciuto di Rhamphorhynchus muensteri (catalogo come BMNH 37002) misura 1,26 metri di lunghezza con un'apertura alare di 1,81 metri. Al genere potrebbe appartenere anche un esemplare frammentario e molto grande di ranphorhynchide proveniente da Ettling in Germania, nel qual caso Rhamphorhynchus sarebbe il più grande pterosauro non-pterodactyloide conosciuto e uno dei più grandi pterosauri conosciuti del Giurassico. Questo esemplare rappresenta un individuo grande circa il 180% rispetto al successivo esemplare più grande del genere, con un'apertura alare stimata di oltre 3 metri.

### Cranio
Il cranio di Rhamphorhynchus era lungo e sottile, dotato di mascelle leggermente ricurve all'insù. La mandibola era era lunga e snella e terminava in curva all'insù, a forma di uncino, privo di denti. Le fauci erano provviste di una serie di denti aguzzi, dritti e rivolti in avanti; quando le fauci si chiudevano i denti si incastravano perfettamente tra di loro formando una trappola perfetta e suggerendo una dieta piscivora. La mascella sostiene dieci denti su ogni lato, mentre la mandibola ne presenta sette su ogni ramo mandibolare.
Contrariamente a un rapporto del 1927 del ricercatore di pterosauri Ferdinand Broili, Rhamphorhynchus era privo di creste ossea o di tessuto molle sul cranio, che non si presentano negli esemplari meglio conservati che presentano altre parti di tessuti molli, al contrario dei pterosauri pterodactyloidi suoi contemporanei. Broili affermò di aver trovato una cresta alta due millimetri fatta di osso sottile che correva per gran parte della lunghezza del cranio in un esemplare di Rhamphorhynchus, evidenziata da un'impronta nella roccia circostante e da alcuni piccoli frammenti della cresta stessa. Tuttavia, il successivo esame di questo esemplare da parte di Wellnhofer nel 1975 e Bennett nel 2002 utilizzando sia la luce visibile che quella ultravioletta, non trovando alcuna traccia di una cresta; entrambi conclusero che Broili si sbagliava. la presunta cresta, conclusero, era semplicemente un artefatto della conservazione.

## Classificazione
Il cladogramma riportato di seguito è il risultato di un'ampia analisi filogenetica pubblicata da Brian Andres e Timothy Myers, nel 2013. La specie R. muensteri è stata recuperata all'interno della famiglia Rhamphorhynchidae, come sister taxon sia di Cacibupteryx che di Nesodactylus.
|  | Campylognathoides liasicus |
|  |                            |
|  | Campylognathoides zitteli  |
|  |                            |

|  | Scaphognathus crassirostris |
|  |                             |

|  | Cacibupteryx caribensis   |
|  |                           |
|  | Nesodactylus hesperius    |
|  |                           |
|  | Rhamphorhynchus muensteri |
|  |                           |

|  | Harpactognathus gentryii                                                                       |
|  |                                                                                                |
|  | \| \| Angustinaripterus longicephalus \| \| \| \| \| \| Sericipterus wucaiwanensis \| \| \| \| |
|  |                                                                                                |
|  | Angustinaripterus longicephalus                                                                |
|  |                                                                                                |
|  | Sericipterus wucaiwanensis                                                                     |
|  |                                                                                                |

|  | Angustinaripterus longicephalus |
|  |                                 |
|  | Sericipterus wucaiwanensis      |
|  |                                 |

|  | Cacibupteryx caribensis   |
|  |                           |
|  | Nesodactylus hesperius    |
|  |                           |
|  | Rhamphorhynchus muensteri |
|  |                           |

|  | Harpactognathus gentryii                                                                       |
|  |                                                                                                |
|  | \| \| Angustinaripterus longicephalus \| \| \| \| \| \| Sericipterus wucaiwanensis \| \| \| \| |
|  |                                                                                                |
|  | Angustinaripterus longicephalus                                                                |
|  |                                                                                                |
|  | Sericipterus wucaiwanensis                                                                     |
|  |                                                                                                |

|  | Angustinaripterus longicephalus |
|  |                                 |
|  | Sericipterus wucaiwanensis      |
|  |                                 |

|  | Cacibupteryx caribensis   |
|  |                           |
|  | Nesodactylus hesperius    |
|  |                           |
|  | Rhamphorhynchus muensteri |
|  |                           |

|  | Harpactognathus gentryii                                                                       |
|  |                                                                                                |
|  | \| \| Angustinaripterus longicephalus \| \| \| \| \| \| Sericipterus wucaiwanensis \| \| \| \| |
|  |                                                                                                |
|  | Angustinaripterus longicephalus                                                                |
|  |                                                                                                |
|  | Sericipterus wucaiwanensis                                                                     |
|  |                                                                                                |

|  | Angustinaripterus longicephalus |
|  |                                 |
|  | Sericipterus wucaiwanensis      |
|  |                                 |

|  | Cacibupteryx caribensis   |
|  |                           |
|  | Nesodactylus hesperius    |
|  |                           |
|  | Rhamphorhynchus muensteri |
|  |                           |

|  | Harpactognathus gentryii                                                                       |
|  |                                                                                                |
|  | \| \| Angustinaripterus longicephalus \| \| \| \| \| \| Sericipterus wucaiwanensis \| \| \| \| |
|  |                                                                                                |
|  | Angustinaripterus longicephalus                                                                |
|  |                                                                                                |
|  | Sericipterus wucaiwanensis                                                                     |
|  |                                                                                                |

|  | Angustinaripterus longicephalus |
|  |                                 |
|  | Sericipterus wucaiwanensis      |
|  |                                 |

|  | Scaphognathus crassirostris |
|  |                             |

|  | Cacibupteryx caribensis   |
|  |                           |
|  | Nesodactylus hesperius    |
|  |                           |
|  | Rhamphorhynchus muensteri |
|  |                           |

|  | Harpactognathus gentryii                                                                       |
|  |                                                                                                |
|  | \| \| Angustinaripterus longicephalus \| \| \| \| \| \| Sericipterus wucaiwanensis \| \| \| \| |
|  |                                                                                                |
|  | Angustinaripterus longicephalus                                                                |
|  |                                                                                                |
|  | Sericipterus wucaiwanensis                                                                     |
|  |                                                                                                |

|  | Angustinaripterus longicephalus |
|  |                                 |
|  | Sericipterus wucaiwanensis      |
|  |                                 |

|  | Cacibupteryx caribensis   |
|  |                           |
|  | Nesodactylus hesperius    |
|  |                           |
|  | Rhamphorhynchus muensteri |
|  |                           |

|  | Harpactognathus gentryii                                                                       |
|  |                                                                                                |
|  | \| \| Angustinaripterus longicephalus \| \| \| \| \| \| Sericipterus wucaiwanensis \| \| \| \| |
|  |                                                                                                |
|  | Angustinaripterus longicephalus                                                                |
|  |                                                                                                |
|  | Sericipterus wucaiwanensis                                                                     |
|  |                                                                                                |

|  | Angustinaripterus longicephalus |
|  |                                 |
|  | Sericipterus wucaiwanensis      |
|  |                                 |

|  | Cacibupteryx caribensis   |
|  |                           |
|  | Nesodactylus hesperius    |
|  |                           |
|  | Rhamphorhynchus muensteri |
|  |                           |

|  | Harpactognathus gentryii                                                                       |
|  |                                                                                                |
|  | \| \| Angustinaripterus longicephalus \| \| \| \| \| \| Sericipterus wucaiwanensis \| \| \| \| |
|  |                                                                                                |
|  | Angustinaripterus longicephalus                                                                |
|  |                                                                                                |
|  | Sericipterus wucaiwanensis                                                                     |
|  |                                                                                                |

|  | Angustinaripterus longicephalus |
|  |                                 |
|  | Sericipterus wucaiwanensis      |
|  |                                 |

|  | Cacibupteryx caribensis   |
|  |                           |
|  | Nesodactylus hesperius    |
|  |                           |
|  | Rhamphorhynchus muensteri |
|  |                           |

|  | Harpactognathus gentryii                                                                       |
|  |                                                                                                |
|  | \| \| Angustinaripterus longicephalus \| \| \| \| \| \| Sericipterus wucaiwanensis \| \| \| \| |
|  |                                                                                                |
|  | Angustinaripterus longicephalus                                                                |
|  |                                                                                                |
|  | Sericipterus wucaiwanensis                                                                     |
|  |                                                                                                |

|  | Angustinaripterus longicephalus |
|  |                                 |
|  | Sericipterus wucaiwanensis      |
|  |                                 |

|  | Sordes pilosus |
|  |                |
|  | Monofenestrata |
|  |                |

|  | Scaphognathus crassirostris |
|  |                             |

|  | Cacibupteryx caribensis   |
|  |                           |
|  | Nesodactylus hesperius    |
|  |                           |
|  | Rhamphorhynchus muensteri |
|  |                           |

|  | Harpactognathus gentryii                                                                       |
|  |                                                                                                |
|  | \| \| Angustinaripterus longicephalus \| \| \| \| \| \| Sericipterus wucaiwanensis \| \| \| \| |
|  |                                                                                                |
|  | Angustinaripterus longicephalus                                                                |
|  |                                                                                                |
|  | Sericipterus wucaiwanensis                                                                     |
|  |                                                                                                |

|  | Angustinaripterus longicephalus |
|  |                                 |
|  | Sericipterus wucaiwanensis      |
|  |                                 |

|  | Cacibupteryx caribensis   |
|  |                           |
|  | Nesodactylus hesperius    |
|  |                           |
|  | Rhamphorhynchus muensteri |
|  |                           |

|  | Harpactognathus gentryii                                                                       |
|  |                                                                                                |
|  | \| \| Angustinaripterus longicephalus \| \| \| \| \| \| Sericipterus wucaiwanensis \| \| \| \| |
|  |                                                                                                |
|  | Angustinaripterus longicephalus                                                                |
|  |                                                                                                |
|  | Sericipterus wucaiwanensis                                                                     |
|  |                                                                                                |

|  | Angustinaripterus longicephalus |
|  |                                 |
|  | Sericipterus wucaiwanensis      |
|  |                                 |

|  | Cacibupteryx caribensis   |
|  |                           |
|  | Nesodactylus hesperius    |
|  |                           |
|  | Rhamphorhynchus muensteri |
|  |                           |

|  | Harpactognathus gentryii                                                                       |
|  |                                                                                                |
|  | \| \| Angustinaripterus longicephalus \| \| \| \| \| \| Sericipterus wucaiwanensis \| \| \| \| |
|  |                                                                                                |
|  | Angustinaripterus longicephalus                                                                |
|  |                                                                                                |
|  | Sericipterus wucaiwanensis                                                                     |
|  |                                                                                                |

|  | Angustinaripterus longicephalus |
|  |                                 |
|  | Sericipterus wucaiwanensis      |
|  |                                 |

|  | Cacibupteryx caribensis   |
|  |                           |
|  | Nesodactylus hesperius    |
|  |                           |
|  | Rhamphorhynchus muensteri |
|  |                           |

|  | Harpactognathus gentryii                                                                       |
|  |                                                                                                |
|  | \| \| Angustinaripterus longicephalus \| \| \| \| \| \| Sericipterus wucaiwanensis \| \| \| \| |
|  |                                                                                                |
|  | Angustinaripterus longicephalus                                                                |
|  |                                                                                                |
|  | Sericipterus wucaiwanensis                                                                     |
|  |                                                                                                |

|  | Angustinaripterus longicephalus |
|  |                                 |
|  | Sericipterus wucaiwanensis      |
|  |                                 |

|  | Scaphognathus crassirostris |
|  |                             |

|  | Cacibupteryx caribensis   |
|  |                           |
|  | Nesodactylus hesperius    |
|  |                           |
|  | Rhamphorhynchus muensteri |
|  |                           |

|  | Harpactognathus gentryii                                                                       |
|  |                                                                                                |
|  | \| \| Angustinaripterus longicephalus \| \| \| \| \| \| Sericipterus wucaiwanensis \| \| \| \| |
|  |                                                                                                |
|  | Angustinaripterus longicephalus                                                                |
|  |                                                                                                |
|  | Sericipterus wucaiwanensis                                                                     |
|  |                                                                                                |

|  | Angustinaripterus longicephalus |
|  |                                 |
|  | Sericipterus wucaiwanensis      |
|  |                                 |

|  | Cacibupteryx caribensis   |
|  |                           |
|  | Nesodactylus hesperius    |
|  |                           |
|  | Rhamphorhynchus muensteri |
|  |                           |

|  | Harpactognathus gentryii                                                                       |
|  |                                                                                                |
|  | \| \| Angustinaripterus longicephalus \| \| \| \| \| \| Sericipterus wucaiwanensis \| \| \| \| |
|  |                                                                                                |
|  | Angustinaripterus longicephalus                                                                |
|  |                                                                                                |
|  | Sericipterus wucaiwanensis                                                                     |
|  |                                                                                                |

|  | Angustinaripterus longicephalus |
|  |                                 |
|  | Sericipterus wucaiwanensis      |
|  |                                 |

|  | Cacibupteryx caribensis   |
|  |                           |
|  | Nesodactylus hesperius    |
|  |                           |
|  | Rhamphorhynchus muensteri |
|  |                           |

|  | Harpactognathus gentryii                                                                       |
|  |                                                                                                |
|  | \| \| Angustinaripterus longicephalus \| \| \| \| \| \| Sericipterus wucaiwanensis \| \| \| \| |
|  |                                                                                                |
|  | Angustinaripterus longicephalus                                                                |
|  |                                                                                                |
|  | Sericipterus wucaiwanensis                                                                     |
|  |                                                                                                |

|  | Angustinaripterus longicephalus |
|  |                                 |
|  | Sericipterus wucaiwanensis      |
|  |                                 |

|  | Cacibupteryx caribensis   |
|  |                           |
|  | Nesodactylus hesperius    |
|  |                           |
|  | Rhamphorhynchus muensteri |
|  |                           |

|  | Harpactognathus gentryii                                                                       |
|  |                                                                                                |
|  | \| \| Angustinaripterus longicephalus \| \| \| \| \| \| Sericipterus wucaiwanensis \| \| \| \| |
|  |                                                                                                |
|  | Angustinaripterus longicephalus                                                                |
|  |                                                                                                |
|  | Sericipterus wucaiwanensis                                                                     |
|  |                                                                                                |

|  | Angustinaripterus longicephalus |
|  |                                 |
|  | Sericipterus wucaiwanensis      |
|  |                                 |

|  | Sordes pilosus |
|  |                |
|  | Monofenestrata |
|  |                |

|  | Campylognathoides liasicus |
|  |                            |
|  | Campylognathoides zitteli  |
|  |                            |

|  | Scaphognathus crassirostris |
|  |                             |

|  | Cacibupteryx caribensis   |
|  |                           |
|  | Nesodactylus hesperius    |
|  |                           |
|  | Rhamphorhynchus muensteri |
|  |                           |

|  | Harpactognathus gentryii                                                                       |
|  |                                                                                                |
|  | \| \| Angustinaripterus longicephalus \| \| \| \| \| \| Sericipterus wucaiwanensis \| \| \| \| |
|  |                                                                                                |
|  | Angustinaripterus longicephalus                                                                |
|  |                                                                                                |
|  | Sericipterus wucaiwanensis                                                                     |
|  |                                                                                                |

|  | Angustinaripterus longicephalus |
|  |                                 |
|  | Sericipterus wucaiwanensis      |
|  |                                 |

|  | Cacibupteryx caribensis   |
|  |                           |
|  | Nesodactylus hesperius    |
|  |                           |
|  | Rhamphorhynchus muensteri |
|  |                           |

|  | Harpactognathus gentryii                                                                       |
|  |                                                                                                |
|  | \| \| Angustinaripterus longicephalus \| \| \| \| \| \| Sericipterus wucaiwanensis \| \| \| \| |
|  |                                                                                                |
|  | Angustinaripterus longicephalus                                                                |
|  |                                                                                                |
|  | Sericipterus wucaiwanensis                                                                     |
|  |                                                                                                |

|  | Angustinaripterus longicephalus |
|  |                                 |
|  | Sericipterus wucaiwanensis      |
|  |                                 |

|  | Cacibupteryx caribensis   |
|  |                           |
|  | Nesodactylus hesperius    |
|  |                           |
|  | Rhamphorhynchus muensteri |
|  |                           |

|  | Harpactognathus gentryii                                                                       |
|  |                                                                                                |
|  | \| \| Angustinaripterus longicephalus \| \| \| \| \| \| Sericipterus wucaiwanensis \| \| \| \| |
|  |                                                                                                |
|  | Angustinaripterus longicephalus                                                                |
|  |                                                                                                |
|  | Sericipterus wucaiwanensis                                                                     |
|  |                                                                                                |

|  | Angustinaripterus longicephalus |
|  |                                 |
|  | Sericipterus wucaiwanensis      |
|  |                                 |

|  | Cacibupteryx caribensis   |
|  |                           |
|  | Nesodactylus hesperius    |
|  |                           |
|  | Rhamphorhynchus muensteri |
|  |                           |

|  | Harpactognathus gentryii                                                                       |
|  |                                                                                                |
|  | \| \| Angustinaripterus longicephalus \| \| \| \| \| \| Sericipterus wucaiwanensis \| \| \| \| |
|  |                                                                                                |
|  | Angustinaripterus longicephalus                                                                |
|  |                                                                                                |
|  | Sericipterus wucaiwanensis                                                                     |
|  |                                                                                                |

|  | Angustinaripterus longicephalus |
|  |                                 |
|  | Sericipterus wucaiwanensis      |
|  |                                 |

|  | Scaphognathus crassirostris |
|  |                             |

|  | Cacibupteryx caribensis   |
|  |                           |
|  | Nesodactylus hesperius    |
|  |                           |
|  | Rhamphorhynchus muensteri |
|  |                           |

|  | Harpactognathus gentryii                                                                       |
|  |                                                                                                |
|  | \| \| Angustinaripterus longicephalus \| \| \| \| \| \| Sericipterus wucaiwanensis \| \| \| \| |
|  |                                                                                                |
|  | Angustinaripterus longicephalus                                                                |
|  |                                                                                                |
|  | Sericipterus wucaiwanensis                                                                     |
|  |                                                                                                |

|  | Angustinaripterus longicephalus |
|  |                                 |
|  | Sericipterus wucaiwanensis      |
|  |                                 |

|  | Cacibupteryx caribensis   |
|  |                           |
|  | Nesodactylus hesperius    |
|  |                           |
|  | Rhamphorhynchus muensteri |
|  |                           |

|  | Harpactognathus gentryii                                                                       |
|  |                                                                                                |
|  | \| \| Angustinaripterus longicephalus \| \| \| \| \| \| Sericipterus wucaiwanensis \| \| \| \| |
|  |                                                                                                |
|  | Angustinaripterus longicephalus                                                                |
|  |                                                                                                |
|  | Sericipterus wucaiwanensis                                                                     |
|  |                                                                                                |

|  | Angustinaripterus longicephalus |
|  |                                 |
|  | Sericipterus wucaiwanensis      |
|  |                                 |

|  | Cacibupteryx caribensis   |
|  |                           |
|  | Nesodactylus hesperius    |
|  |                           |
|  | Rhamphorhynchus muensteri |
|  |                           |

|  | Harpactognathus gentryii                                                                       |
|  |                                                                                                |
|  | \| \| Angustinaripterus longicephalus \| \| \| \| \| \| Sericipterus wucaiwanensis \| \| \| \| |
|  |                                                                                                |
|  | Angustinaripterus longicephalus                                                                |
|  |                                                                                                |
|  | Sericipterus wucaiwanensis                                                                     |
|  |                                                                                                |

|  | Angustinaripterus longicephalus |
|  |                                 |
|  | Sericipterus wucaiwanensis      |
|  |                                 |

|  | Cacibupteryx caribensis   |
|  |                           |
|  | Nesodactylus hesperius    |
|  |                           |
|  | Rhamphorhynchus muensteri |
|  |                           |

|  | Harpactognathus gentryii                                                                       |
|  |                                                                                                |
|  | \| \| Angustinaripterus longicephalus \| \| \| \| \| \| Sericipterus wucaiwanensis \| \| \| \| |
|  |                                                                                                |
|  | Angustinaripterus longicephalus                                                                |
|  |                                                                                                |
|  | Sericipterus wucaiwanensis                                                                     |
|  |                                                                                                |

|  | Angustinaripterus longicephalus |
|  |                                 |
|  | Sericipterus wucaiwanensis      |
|  |                                 |

|  | Sordes pilosus |
|  |                |
|  | Monofenestrata |
|  |                |

|  | Scaphognathus crassirostris |
|  |                             |

|  | Cacibupteryx caribensis   |
|  |                           |
|  | Nesodactylus hesperius    |
|  |                           |
|  | Rhamphorhynchus muensteri |
|  |                           |

|  | Harpactognathus gentryii                                                                       |
|  |                                                                                                |
|  | \| \| Angustinaripterus longicephalus \| \| \| \| \| \| Sericipterus wucaiwanensis \| \| \| \| |
|  |                                                                                                |
|  | Angustinaripterus longicephalus                                                                |
|  |                                                                                                |
|  | Sericipterus wucaiwanensis                                                                     |
|  |                                                                                                |

|  | Angustinaripterus longicephalus |
|  |                                 |
|  | Sericipterus wucaiwanensis      |
|  |                                 |

|  | Cacibupteryx caribensis   |
|  |                           |
|  | Nesodactylus hesperius    |
|  |                           |
|  | Rhamphorhynchus muensteri |
|  |                           |

|  | Harpactognathus gentryii                                                                       |
|  |                                                                                                |
|  | \| \| Angustinaripterus longicephalus \| \| \| \| \| \| Sericipterus wucaiwanensis \| \| \| \| |
|  |                                                                                                |
|  | Angustinaripterus longicephalus                                                                |
|  |                                                                                                |
|  | Sericipterus wucaiwanensis                                                                     |
|  |                                                                                                |

|  | Angustinaripterus longicephalus |
|  |                                 |
|  | Sericipterus wucaiwanensis      |
|  |                                 |

|  | Cacibupteryx caribensis   |
|  |                           |
|  | Nesodactylus hesperius    |
|  |                           |
|  | Rhamphorhynchus muensteri |
|  |                           |

|  | Harpactognathus gentryii                                                                       |
|  |                                                                                                |
|  | \| \| Angustinaripterus longicephalus \| \| \| \| \| \| Sericipterus wucaiwanensis \| \| \| \| |
|  |                                                                                                |
|  | Angustinaripterus longicephalus                                                                |
|  |                                                                                                |
|  | Sericipterus wucaiwanensis                                                                     |
|  |                                                                                                |

|  | Angustinaripterus longicephalus |
|  |                                 |
|  | Sericipterus wucaiwanensis      |
|  |                                 |

|  | Cacibupteryx caribensis   |
|  |                           |
|  | Nesodactylus hesperius    |
|  |                           |
|  | Rhamphorhynchus muensteri |
|  |                           |

|  | Harpactognathus gentryii                                                                       |
|  |                                                                                                |
|  | \| \| Angustinaripterus longicephalus \| \| \| \| \| \| Sericipterus wucaiwanensis \| \| \| \| |
|  |                                                                                                |
|  | Angustinaripterus longicephalus                                                                |
|  |                                                                                                |
|  | Sericipterus wucaiwanensis                                                                     |
|  |                                                                                                |

|  | Angustinaripterus longicephalus |
|  |                                 |
|  | Sericipterus wucaiwanensis      |
|  |                                 |

|  | Scaphognathus crassirostris |
|  |                             |

|  | Cacibupteryx caribensis   |
|  |                           |
|  | Nesodactylus hesperius    |
|  |                           |
|  | Rhamphorhynchus muensteri |
|  |                           |

|  | Harpactognathus gentryii                                                                       |
|  |                                                                                                |
|  | \| \| Angustinaripterus longicephalus \| \| \| \| \| \| Sericipterus wucaiwanensis \| \| \| \| |
|  |                                                                                                |
|  | Angustinaripterus longicephalus                                                                |
|  |                                                                                                |
|  | Sericipterus wucaiwanensis                                                                     |
|  |                                                                                                |

|  | Angustinaripterus longicephalus |
|  |                                 |
|  | Sericipterus wucaiwanensis      |
|  |                                 |

|  | Cacibupteryx caribensis   |
|  |                           |
|  | Nesodactylus hesperius    |
|  |                           |
|  | Rhamphorhynchus muensteri |
|  |                           |

|  | Harpactognathus gentryii                                                                       |
|  |                                                                                                |
|  | \| \| Angustinaripterus longicephalus \| \| \| \| \| \| Sericipterus wucaiwanensis \| \| \| \| |
|  |                                                                                                |
|  | Angustinaripterus longicephalus                                                                |
|  |                                                                                                |
|  | Sericipterus wucaiwanensis                                                                     |
|  |                                                                                                |

|  | Angustinaripterus longicephalus |
|  |                                 |
|  | Sericipterus wucaiwanensis      |
|  |                                 |

|  | Cacibupteryx caribensis   |
|  |                           |
|  | Nesodactylus hesperius    |
|  |                           |
|  | Rhamphorhynchus muensteri |
|  |                           |

|  | Harpactognathus gentryii                                                                       |
|  |                                                                                                |
|  | \| \| Angustinaripterus longicephalus \| \| \| \| \| \| Sericipterus wucaiwanensis \| \| \| \| |
|  |                                                                                                |
|  | Angustinaripterus longicephalus                                                                |
|  |                                                                                                |
|  | Sericipterus wucaiwanensis                                                                     |
|  |                                                                                                |

|  | Angustinaripterus longicephalus |
|  |                                 |
|  | Sericipterus wucaiwanensis      |
|  |                                 |

|  | Cacibupteryx caribensis   |
|  |                           |
|  | Nesodactylus hesperius    |
|  |                           |
|  | Rhamphorhynchus muensteri |
|  |                           |

|  | Harpactognathus gentryii                                                                       |
|  |                                                                                                |
|  | \| \| Angustinaripterus longicephalus \| \| \| \| \| \| Sericipterus wucaiwanensis \| \| \| \| |
|  |                                                                                                |
|  | Angustinaripterus longicephalus                                                                |
|  |                                                                                                |
|  | Sericipterus wucaiwanensis                                                                     |
|  |                                                                                                |

|  | Angustinaripterus longicephalus |
|  |                                 |
|  | Sericipterus wucaiwanensis      |
|  |                                 |

|  | Sordes pilosus |
|  |                |
|  | Monofenestrata |
|  |                |

### "Odontorhynchus"
"Odontorhynchus" aculeatus è una specie basata su un cranio con mandibola ormai andato perduto. Questo insieme di mascelle presumibilmente differiva per avere due denti uniti sulla punta della mandibola e nessuno sulla punta della mascella. Il cranio misurava 6,5–7,0 centimetri, rendendolo di forma piccola. Stolley, che descrisse l'esemplare nel 1936, sostenne che anche R. longicaudus dovrebbe essere riclassificato nel genere "Odontorhynchus". Sia Koh che Wellnhofer rifiutarono questa idea, sostenendo invece che "Odontorhynchus" fosse un sinonimo junior di R. longicaudus. Bennett fu d'accordo con le loro valutazioni e incluse sia "Odontorhynchus" che R. longicaudus come sinonimi di R. muensteri.

### Sinonimi
I sinonimi di questa specie comprendono:
- Ornithopterus
Meyer, 1838
- Odontorhynchus
Stolley, 1936
- Pteromonodactylus
Teryaev, 1967
- Ornithocephalus muensteri
Goldfuss, 1831
- Pterodactylus longicaudus
Münster, 1839
- Pterodactylus lavateri
Meyer, 1838
- Pterodactylus gemmingi
Meyer, 1846
- Pterodactylus hirundinaceus
Wagner, 1857
- R. suevicus
O. Fraas, 1855
- R. curtimanus
Wagner, 1858
- R. longimanus
Wagner, 1858
- R. meyeri
Owen, 1870
- R. phyllurus
Marsh, 1882
- R. longiceps
Woodward, 1902
- R. kokeni
F. Plieninger, 1907
- R. megadactylus
Koenigswald, 1931
- R. carnegiei
Koh, 1937

## Paleobiologia

### Ciclo vitale

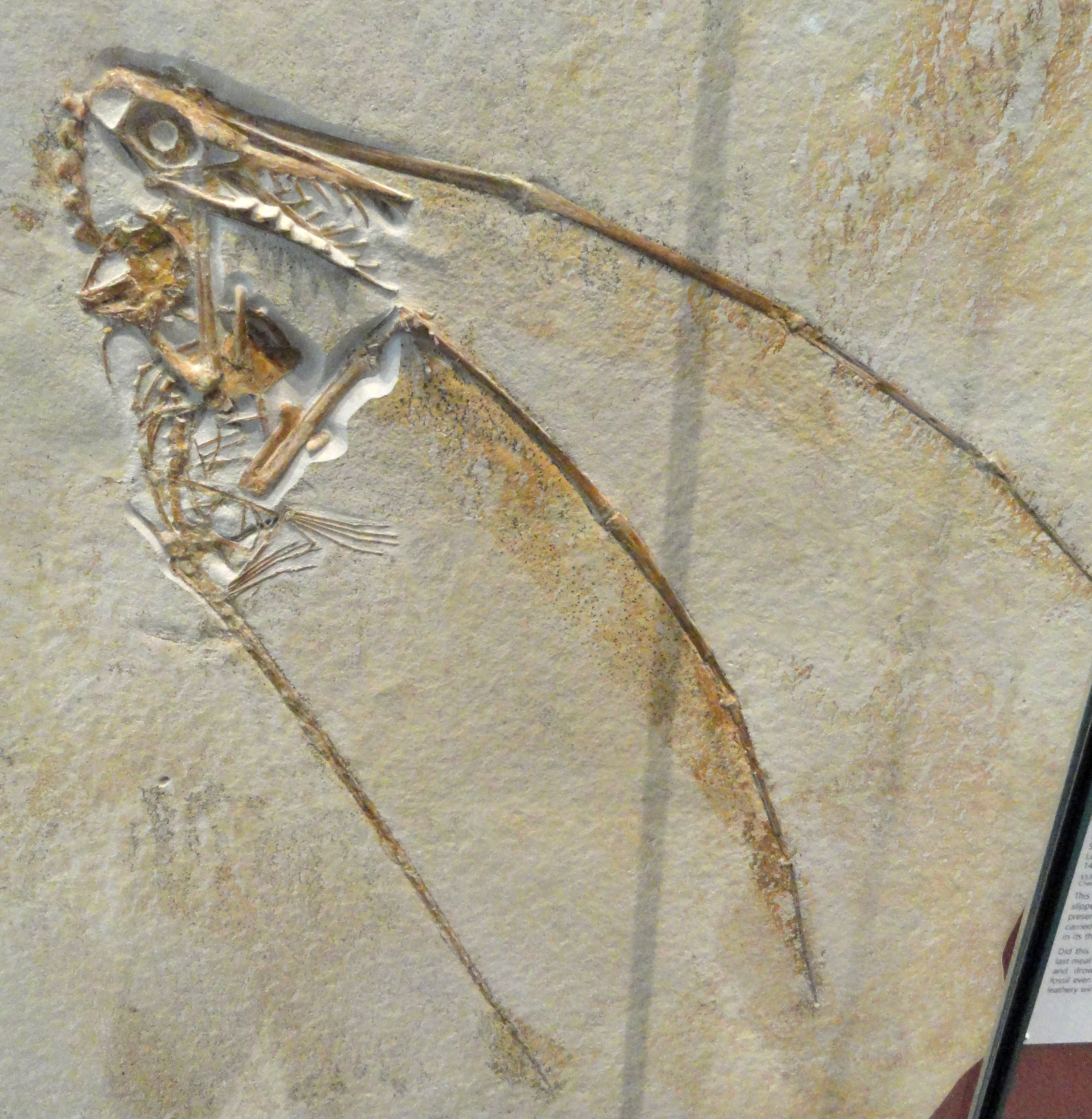
Esemplare con flangia coudale, al Royal Ontario Museum

Tradizionalmente, la grande variazione di dimensioni tra gli esemplari di Rhamphorhynchus venne considerata rappresentativa della variazione tra diverse specie. Tuttavia, in un articolo del 1995, Bennett sostenne che queste "specie" rappresentassero in realtà le classi annue di una singola specie, Rhamphorhynchus muensteri, in cui le specie più piccole rappresentavano gli individui più giovani mentre quelle più grandi rappresentavano gli adulti. Seguendo questa interpretazione, Bennett notò come la morfologia di R. muensteri subisse diversi cambiamenti durante la crescita.
Gli esemplari più giovani di Rhamphorhynchus presentavano crani relativamente corti con occhi grandi e le punte delle fauci sdentate erano più corte nei giovani rispetto agli adulti, con la punta della mandibola arrotondata e smussata che diveniva più sottile, affilata ed appuntita man mano che l'animale cresceva. Negli esemplari adulti di Rhamphorhynchus, la parte anteriore della mandibola prendeva la forma di un "uncino" rivolto verso l'alto. Il numero di denti rimaneva costante nella transizione da giovane ad adulto, anche se i denti divenivano relativamente più corti e tozzi man mano che gli animali crescevano, forse per accogliere prede più grandi e forti. Le cinture pelviche e pettorali si fondevano man mano che gli animali invecchiavano, con la fusione pettorale completa raggiunta entro un anno di età.

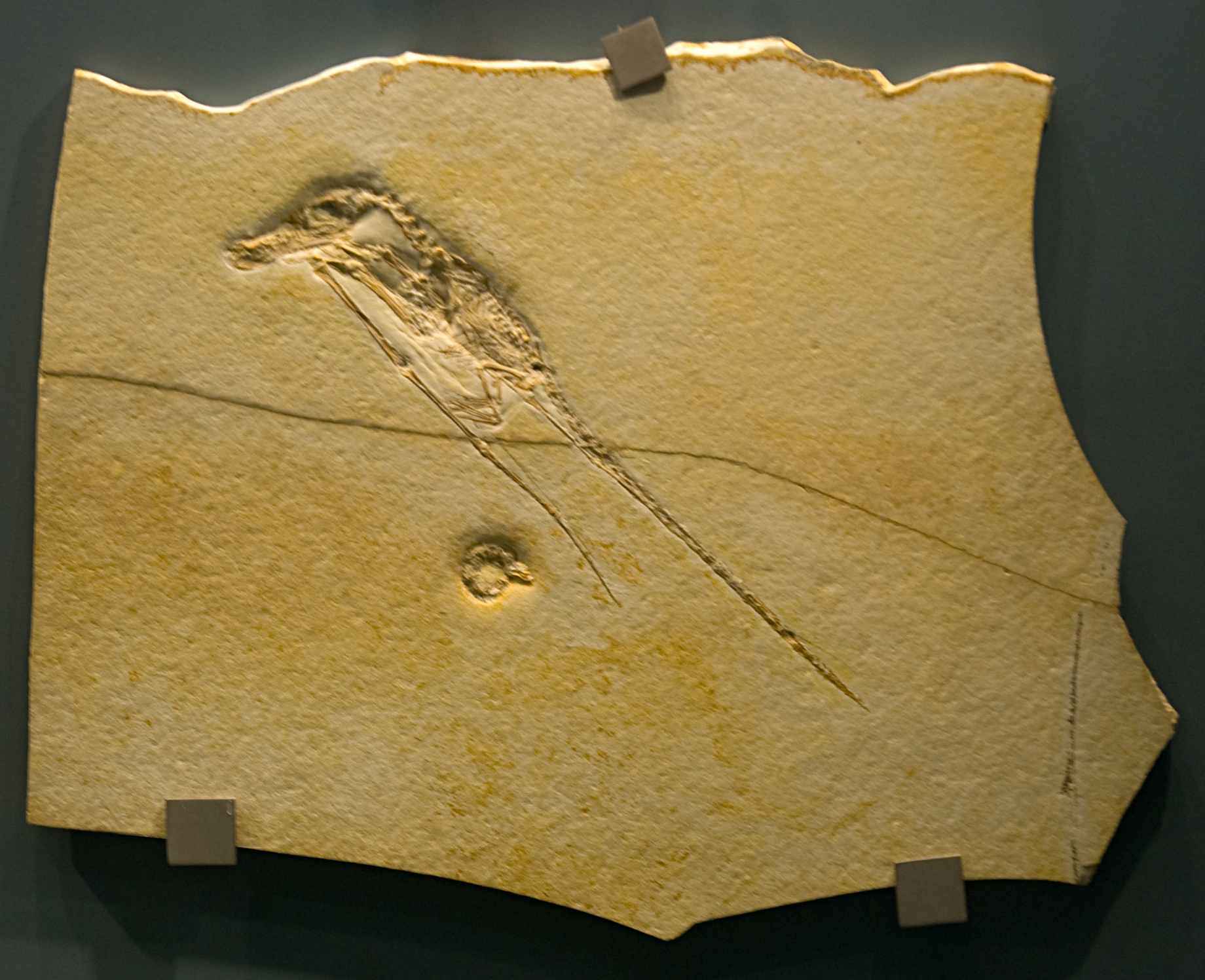
Esemplare di R. intermedius, oggi riconosciuto come un giovane di R. muensteri

Anche la forma della flangia caudale è cambiava notevolmente nelle varie classi di età di Rhamphorhynchus. Nei giovani, la flangia era poco profonda rispetto alla coda e approssimativamente ovale, o "a forma di lancetta". Con il progredire dell'età, la flangia caudale assumeva una forma a diamante, e infine triangolare negli individui più grandi. Il fatto che gli esemplari adulti avessero una flangia caudale più grande fa supporre che quest'ultima non fosse solo usata come timone durante il volo, ma che potesse essere usata anche come richiamo intraspecifico, forse per attrarre un partner o segnalare la propria prestanza durante le dispute territoriali o il corteggiamento.
Il più piccolo esemplare conosciuto di Rhamphorhynchus ha un'apertura alare di soli 290 millimetri; tuttavia, è probabile che anche un individuo così piccolo fosse già in grado di volare. Bennett ha esaminato due possibilità per i piccoli: che fossero altriziali, richiedendo un certo periodo di cure parentali prima di lasciare il nido, o che fossero precoci, nascendo con dimensioni e capacità sufficienti per il volo. Se precoci, Bennett suggerì che le covate sarebbero state piccole, con solo una o due uova deposte per covata, per compensare le dimensioni relativamente grandi dei nidiacei. Bennett non si espose su quale possibilità fosse più probabile, ma la scoperta di un embrione di pterosauro (Avgodectes) con ossa fortemente ossificate suggerisce che gli pterosauri in generale fossero altamente precoci, con nidiacei in grado di volare subito dopo la schiusa, ricevendo o richiedendo cure parentali minime. Questa teoria è stata contestata da uno studio istologico di Rhamphorhynchus che ha mostrato che la rapida crescita iniziale era seguita da un periodo prolungato di crescita lenta.
Tuttavia, nel 2020, analisi ontogenetiche pubblicate indicarono che Rhamphorhynchus fosse in grado di volare subito dopo la schiusa, supportando la teoria della precocialità nella specie. È stato anche suggerito che i giovani potrebbero aver occupato diverse nicchie sequenziali durante la loro crescita man mano che maturavano, evitando di entrare in competizione con gli adulti.

### Metabolismo

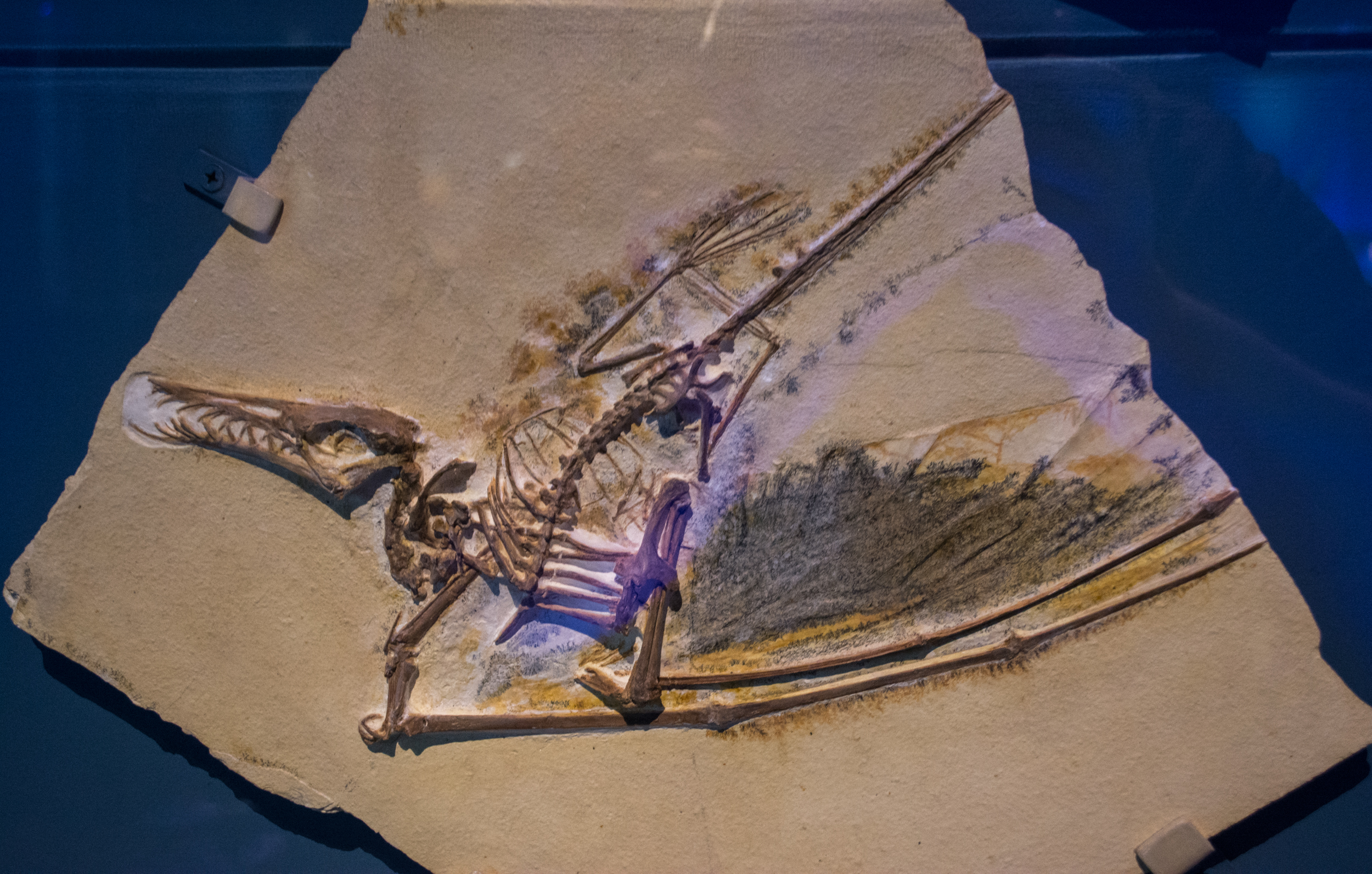
Calco dell'esemplare noto come "ala oscura"

Dopo aver determinato che gli esemplari di Rhamphorhynchus rientrano in classi annue distinte, Bennett fu in grado di stimare il tasso di crescita durante un anno confrontando le dimensioni di esemplari di un anno con esemplari di due anni. Bennett scoprì che il tasso di crescita medio durante il primo anno di vita di Rhamphorhynchus era compreso tra il 130% e il 173%, leggermente più veloce del tasso di crescita degli alligatori. Probabilmente la crescita rallentava considerevolmente dopo la maturità sessuale, quindi ci sarebbero voluti più di tre anni per raggiungere la taglia massima da adulto.
Questo tasso di crescita è molto più lento di quello osservato nei grandi pterosauri pterodactyoidi, come Pteranodon, che raggiungevano dimensioni quasi adulte entro il primo anno di vita. Inoltre, gli pterodactyloidi avevano una crescita determinata, il che significa che gli animali raggiungevano una dimensione adulta massima fissa e smettevano di crescere. Precedenti ipotesi di un rapido tasso di crescita nei rhanphorhyncoidi si basavano sul presupposto che avessero bisogno di essere endotermi per sostenere un volo attivo. Gli animali a sangue caldo, come gli uccelli e i pipistrelli moderni, normalmente mostrano una rapida crescita fino alle dimensioni adulte e una crescita determinata. Poiché non ci sono prove per nessuno dei due in Rhamphorhynchus, Bennett considerò le sue scoperte coerenti con un metabolismo ectotermico, sebbene notò che la questione andasse risolta con successivi studi. Nell'idea di un Rhamphorhynchus a sangue freddo, suggerita da Bennett, quest'ultima potrebbero essersi crogiolati al sole o avrebbe usato i muscoli per accumulare energia sufficiente per periodi di volo, e raffreddarsi a temperatura ambiente quando non erano attivi per risparmiare energia, come i rettili moderni. Tuttavia, la presenza di picnofibre (l'equivalente del piumaggio negli pterosauri) in diversi generi di pterosauri indica fortemente che questi animali fossero endotermi (a sangue caldo). Queste strutture avrebbero aiutato nella termoregolazione, come è comune negli animali a sangue caldo che necessitano di isolamento per prevenire un'eccessiva perdita di calore.

### Alimentazione

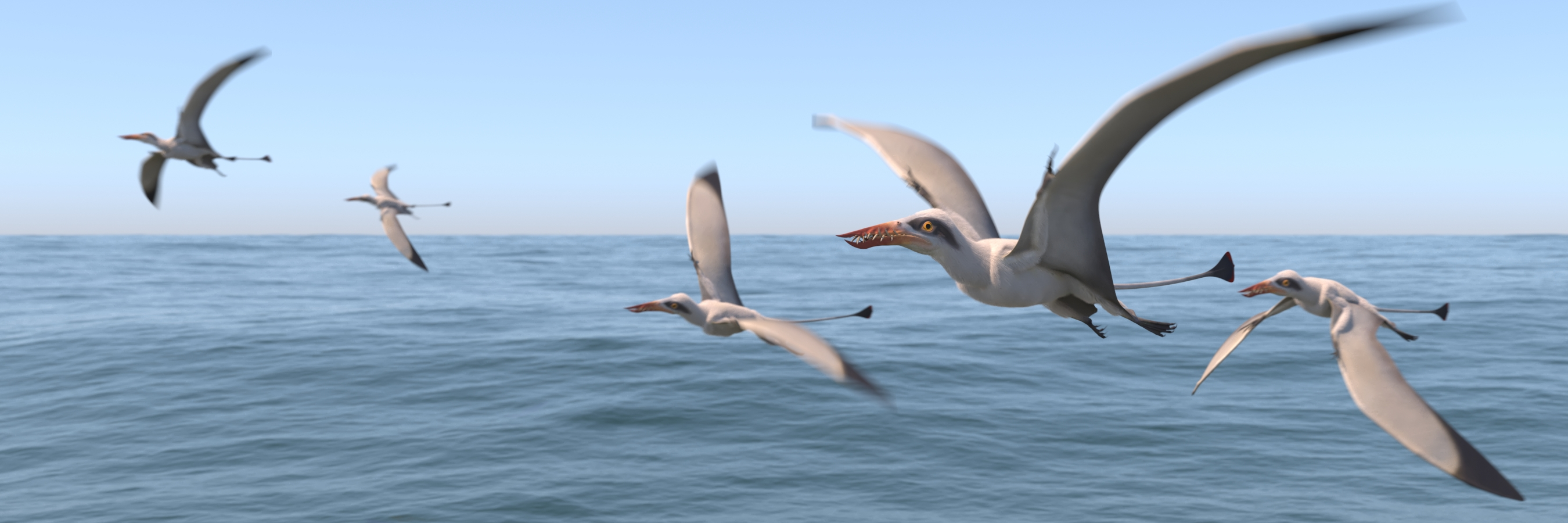
Ricostruzione artistica di uno stormo di Rhamphorhynchus

Le fauci di Rhamphorhynchus erano armate da lunghi denti aghiformi, inclinati in avanti, mentre il muso terminava in una punta ricurva, affilata, a forma di becco, priva di denti, che indica una dieta principalmente a base di pesce; infatti, resti di pesci e cefalopodi si trovano frequentemente nel contenuto addominale di Rhamphorhynchus, così come nei loro coproliti. Ciò unito alla morfologia delle ali, lunghe e strette, analoghe a quelle di uccelli marini come gabbiani, sterne o albatros, dipingono l'immagine di un animale costiero che pescava regolarmente prede piccole e scivolose, come appunto pesci e cefalopodi.
Sebbene Rhamphorhynchus venga spesso raffigurato come un predatore aereo, spesso dipinto mentre vola a pelo dell'acqua trascinando la mandibola sulla superficie pronto a chiudere le fauci al contatto con un preda, come un moderno becco a cesoia, recenti valutazioni suggeriscono che, proprio come la maggior parte degli pterosauri per cui è stato proposto questo stile di pesca, la struttura ossea dell'animale non era adatta a questo stile di pesca. È stato invece suggerito che molti pterosauri confermati come piscivori cacciassero come molti uccelli acquatici moderni, raggiungendo le proprie prede nuotando. Come molti pteranodonti, Rhamphorhynchus presenta una cresta deltopettorale a forma di ascia, un torso corto e gambe corte, tutte caratteristiche associate al decollo dalla superficie dell'acqua negli pterosauri. I piedi di Rhamphorhynchus sono larghi e grandi, utili per la propulsione, e la posizione di galleggiamento ipotizzata per l'animale è adeguata per gli standard degli pterosauri. La capacità dell'animale di nuotare spiegherebbe inoltre l'eccellente documentazione fossile del genere, essendo in una posizione in cui la conservazione sarebbe molto più semplice.

### Orientamento della testa

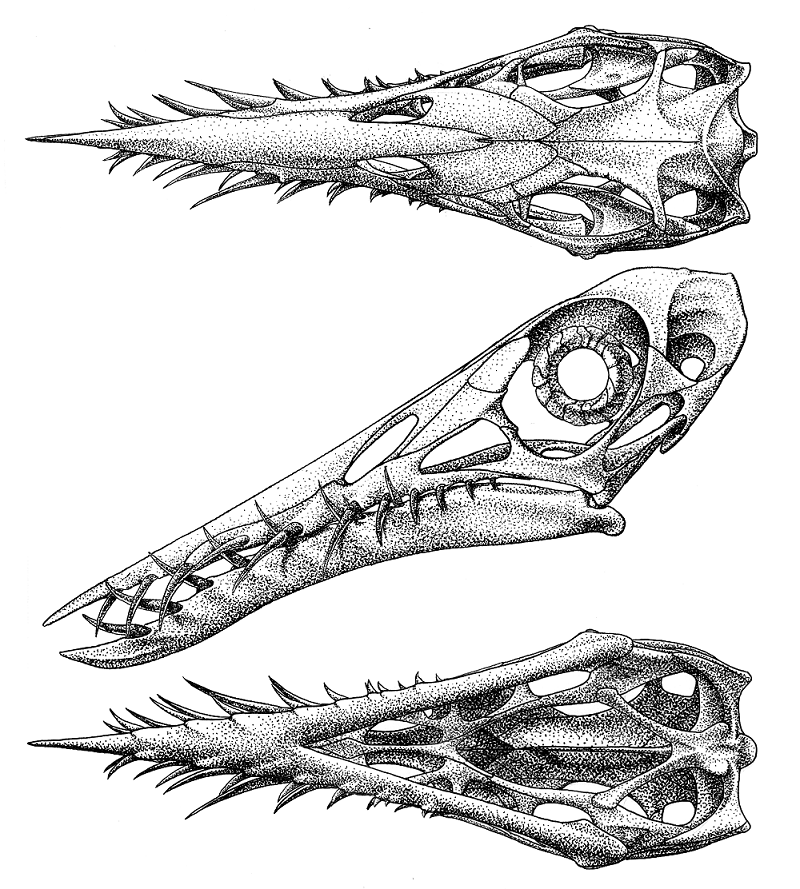
Illustrazione del cranio

Nel 2003, un team di ricercatori guidati da Lawrence Witmer studiò l'anatomia del cervello di diversi tipi di pterosauri, tra cui Rhamphorhynchus muensteri, utilizzando endocalchi del cervello recuperati eseguendo scansioni CAT di crani fossili. Utilizzando confronti con animali moderni, sono stati in grado di stimare vari attributi fisici degli pterosauri, tra cui l'orientamento relativo della testa durante il volo e la coordinazione dei muscoli delle ali. Witmer e il suo team hanno scoperto che Rhamphorhynchus manteneva la testa parallela al terreno a causa dell'orientamento del labirinto osseo dell'orecchio interno, che aiuta gli animali a rilevare l'equilibrio. Al contrario, gli pterosauri pterodactyloidi, come Anhanguera, sembrano mantenere normalmente la testa leggermente inclinata verso il basso, sia in volo che a terra.

### Modelli di attività
Il confronto tra gli anelli sclerali di Rhamphorhynchus a quello di uccelli e rettili moderni suggerisce l'animale potrebbe essere stato primariamente notturno e potrebbe aver avuto modelli di attività simili a quelli dei moderni uccelli marini notturni. Ciò potrebbe anche indicare una partizione delle nicchie ecologiche con altri pterosauri suoi contemporanei, suggeriti invece come specie diurne, come Scaphognathus e Pterodactylus.

## Paleoecologia

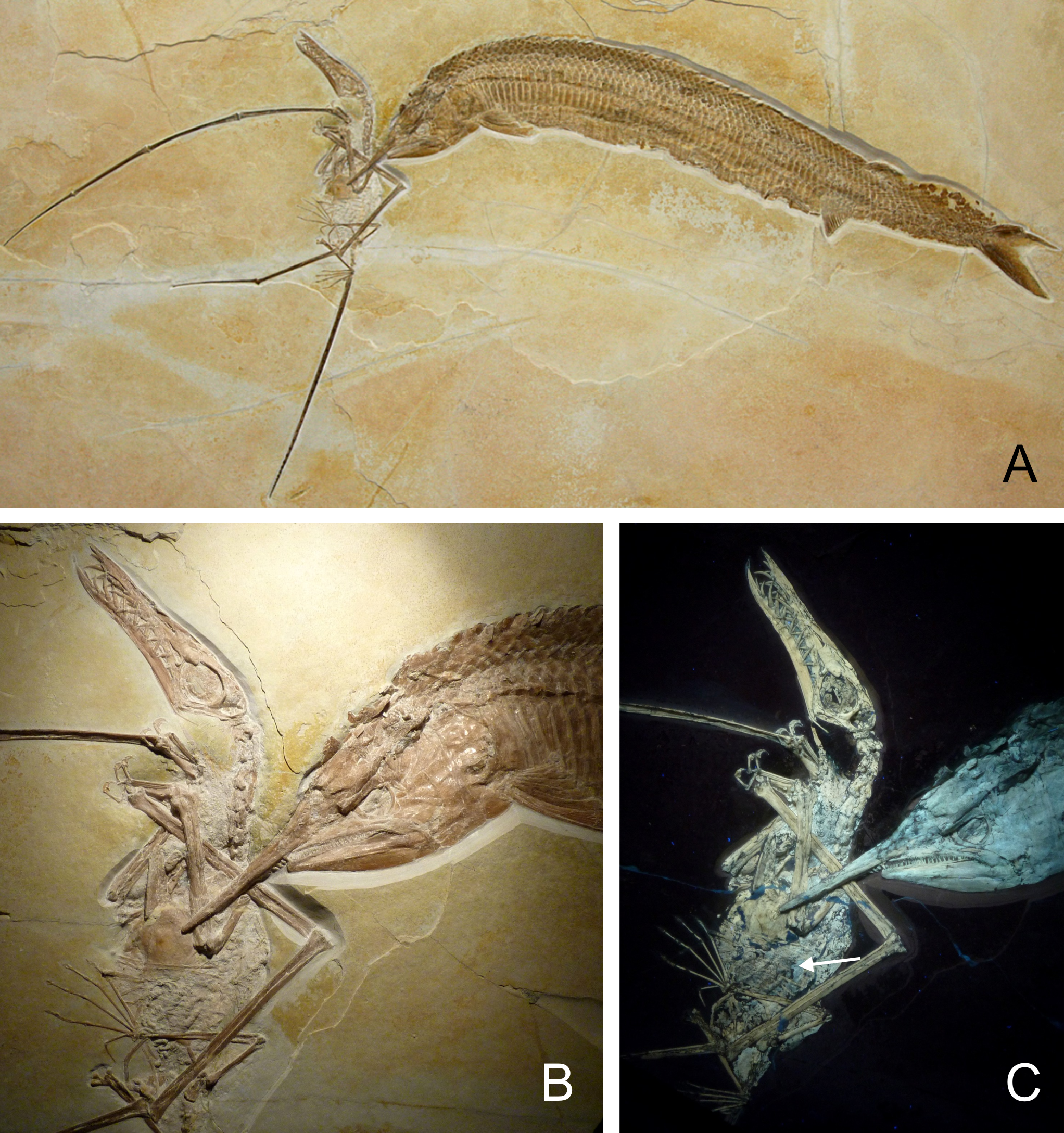
Esemplare fossile WDC CSG 255, che include un Rhamphorhynchus con un pesce Leptolepides nella faringe, catturato nelle fauci di un Aspidorhynchus

Sebbene resti fossili frammentari possibilmente appartenenti a Rhamphorhynchus siano stati ritrovati in Inghilterra, Tanzania e Spagna, con alcuni denti isolati ritrovati anche in Portogallo, gli esemplari meglio conservati provengono di Rhamphorhynchus provengono dai calcari di Solnhofen in Baviera, Germania, un lagerstätte risalente al Giurassico superiore (Titoniano). L'ambiente in cui viveva Rhamphorhynchus si trovava ad una latitudine simile a quella dell'odierna Florida, con un clima probabilmente più secco, come evidenziato dalla presenza di piante con adattamenti per condizioni aride e mancanza di sedimenti terrestri caratteristiche dei fiumi. Le piante ritrovate, anche se rare, includono cicadi e conifere. Le isole che circondavano la laguna di Solnhofen erano basse, semi-aride e subtropicali con una lunga stagione secca e poche piogge. L'analogo moderno più vicino alle condizioni di Solnhofen è il bacino dell'Orca nel Golfo del Messico settentrionale, sebbene sia molto più profondo delle lagune di Solnhofen. La flora di queste isole era adattata a queste condizioni secche ed era costituita principalmente da bassi arbusti. L'eccellente conservazione dei fossili trovati a Solnhofen indica che le loro carcasse non furono spostate dal luogo della loro morte.
All'interno dei calcari di Solnhofen sono state scoperte diverse lastre di calcare in cui sono stati trovati fossili di Rhamphorhynchus in stretta associazione con il pesce osseo Aspidorhynchus. In uno di questi esemplari, le mascelle di un Aspidorhynchus passano direttamente attraverso le ali dell'esemplare di Rhamphorhynchus. In questo esemplare Rhamphorhynchus ha nella gola anche i resti di un piccolo pesce, forse Leptolepides, pertanto questa lastra, catalogata come WDC CSG 255, potrebbe rappresentare due livelli di predazione; uno di Rhamphorhynchus e uno di Aspidorhynchus. In una descrizione del 2012 dell'esemplare, i ricercatori hanno proposto che l'individuo di Rhamphorhynchus avesse appena catturato un Leptolepides mentre stava nuotando. Mentre Leptolepides veniva ingoiato, un grosso Aspidorhynchus avrebbe attaccato da sott'acqua, forando la membrana dell'ala sinistra di Rhamphorhynchus con il suo rostro affilato nel processo. I denti del pesce rimasero intrappolati nel tessuto fibroso della membrana alare e, mentre il pesce si dibatteva per liberarsi, l'ala sinistra di Rhamphorhynchus veniva fatta a pezzi e tirata all'indietro nella posizione distorta vista nel fossile. L'incontro provocò la morte di entrambi gli individui, molto probabilmente perché i due animali affondarono in uno strato anossico nel corpo idrico, privando i pesci di ossigeno, mentre Rhamphorhynchus morì probabilmente per annegamento o per il trauma. I due corpi potrebbero essere preservatisi insieme poiché il peso della testa di Aspidorhynchus manteneva schiacciato il corpo molto più leggero di Rhamphorhynchus.
La fauna ritrovata nei calcari di Solnhofen comprende una vasta varietà di insetti, pesci, invertebrati marini, piccole lucertole, coccodrilli, pterosauri e almeno due specie di dinosauri. Pesci pachycormiformi, pycnodontiformi e Aspidorhynchus, costituivano la fauna ittica. L'area ospitava anche numerose specie di rettili rhynchocephali, lucertole, ittiosauri, tartarughe, e i coccodrillomorfi Alligatorellus, Cricosaurus, Dakosaurus, Geosaurus e Rhacheosaurus. Sono noti solo due generi di dinosauri da Solnhofen: il compsognathide Compsognathus, ed il ben più famoso Archaeopteryx, noto per i suoi esemplari fossili incredibilmente dettagliati. Tuttavia, gli esemplari fossili di Archaeopteryx sono notevolmente meno numerosi nei depositi di Solnhofen rispetto a quelli degli pterosauri, di cui sono stati ritrovati più di sette generi, tra cui lo stesso Rhamphorhynchus, Scaphognathus, Anurognathus, Ardeadactylus, Ctenochasma, Aerodactylus, Cycnorhamphus, Aurorazhdarcho, Germanodactylus, Gnathosaurus e Pterodactylus.